# Софи Хана
Софи Хана (енгл. Sophie Hannah; Манчестер, 28. јун 1971) је британска књижевница. Пише прозу и поезију.

## Биографија
Софи Хана рођена је 1971. године у Манчестеру, у Великој Британији. Присутна је на књижевној сцени више од две деценије. Светску славу стекла је психолошким трилерима који су преведени на двадесет седам језика. Била је предавач на колеџима у Кембриџу и Оксфорду. Писала је кратке приче које су јој донеле и награду 2004. године. Такође је публиковала седам збирки песама.

### Задужбина Агате Кристи
Задужбина Агате Кристи је изабрала Софи Хану као писца који ће наставити дело Агате Кристи и њеног чувеног детектива Поароа. Ово је заједнички подухват у коме учествују писац, издавач "Харепер Колинс" и потомци велике списатељице крими романа Агате Кристи. Потомци су одобрили наставак рада на романима који су Кристијеву учинили најпродаванијим писцем у историји са више од две милијарде продатих примерака детективских романа.

### Поезија
- Early Bird Blues (1993)
- Second Helping of Your Heart (1994)
- The Hero and the Girl Next Door (Carcanet Press,1995)
- Hotels Like Houses (Carcanet, 1996)
- Leaving and Leaving You (Carcanet, 1999)
- Love Me Slender: Poems About Love (2000)
- First of the Last Chances (Carcanet, 2003)
- Selected Poems, 2006
- Pessimism for Beginners (Carcanet, 2007)

### Збирке кратких прича
- The Fantastic Book of Everybody's Secrets (2008)
- Something Untoward: Six Tales of Domestic Terror (2012)
- The Visitors Book (2015)

### Романи са главним ликом Херкул Поаро
- Лице детета (2008, Младинска књига)
- Болно растојање (2014, Лагуна)
- Агата Кристи: Убиства с монограмом : нови случај Херкула Поароа (2014, Лагуна)
- Агата Кристи: Затворен ковчег : нови случај Херкула Поароа (2017, Лагуна)
- Агата Кристи: Мистерија три четвртине (2019, Лагуна)

### Романи
- The Orphan Choir (Hammer, 2013)
- A Game for All the Family (Hodder & Stoughton, 2015)
- Did You See Melody? (Hodder & Stoughton, 2017) also as Keep Her Safe (2017)
- Haven't They Grown (Hodder & Stoughton, 2019)

## Награде
Вишеструко је награђивана за свој књижевни рад. Године 2013. њен роман Каријера је освојио награду за криминални трилер године Specsavers National Book Awards. Године 2004. је освојила награду за кратку причу.

## Серија
По романима Софи Хане је снимљена серија Загонетни случај (енгл. Case Sensitive) са Оливијом Вилијамс у главној улози.